# Снежный эффект озера

Озёрный эффект в октябре 2006 года в США, зафиксированный радаром

Снежный эффект озера — процесс образования кучево-дождевых облаков и выпадения из них осадков, связанный со смешением холодного сухого континентального воздуха с тёплым влажным морским воздухом.
Проявляется зимой, когда холодный воздух, перемещаясь над тёплой водой озера, насыщается водяным паром и прогревается снизу, что приводит к развитию конвективных облаков. Такой же эффект возникает и на бо́льших природных водоёмах как океан, море, залив. 
Эффект усиливается, когда перемещающиеся воздушные массы поднимаются по склонам орографических препятствий на берегу — гор, холмов, что может вызвать узкие, но очень интенсивные, полосы осадков, чаще всего снегопадов. Местность, испытавшую снежный эффект озера, называют «snowbelt».
Если температура воздуха недостаточно низка, вместо снега идёт дождь. Независимо от фазового состояния осадков, воздушные массы, проходящие над озером, должны быть значительно холоднее поверхности воды. Например, Т850 — температура воздуха на уровне 850 гПа (на высоте, где атмосферное давление составляет 850 гПа — примерно 1500 м над уровнем моря) должна быть не менее чем на 13 °C ниже, чем температура поверхности воды. При особенно большой разности температуры поверхности воды и Т850 могут возникать снежные грозы.

## Образование

Снежный эффект озера образуется при прохождении холодных воздушных масс над тёплой водой.

Основные факторы для формирования снежного эффекта озера: перепад температуры, размер водоёма, направление ветра, поднятие влаги, география озера, снежный/ледяной покров и пр.

### Нестабильность воздуха
Различие температуры в 13 °C между Т850 и температурой воды стимулирует развитие восходящих конвективных потоков и формирование облачности.

### Размер водоёма
Важно и расстояние, которое воздушные массы должны пройти над поверхностью озера. Так как большинство озёр неправильной формы, на разных берегах эффект может проявляться с разной силой. Как правило, такое расстояние должно быть не менее 100 км для проявления описываемого эффекта. Чем оно будет больше — тем осадки будут сильней, на больших расстояниях воздушная масса хорошо насыщается паром и получает бо́льшую энергию. Достигнув другого берега, воздух поднимается вверх и охлаждается, формируется облачность, выпадают осадки обычно в полосе шириной 40 км от озера.

### Градиент ветра
Градиент ветра является важным фактором, влияющим на проявление эффекта.

### Ледяной покров
Когда озеро замерзает, площадь воды, способной взаимодействовать с воздушными массами, уменьшается. К тому же с понижением температуры вода может передавать всё меньше тепловой энергии.

## Проявление в регионе Великих Озёр

Карта, показывающая основные регионы США, подверженные эффекту

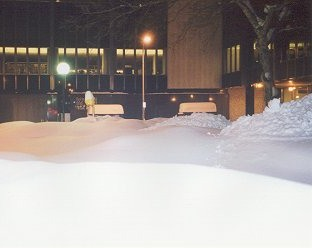
Буффало, Нью-Йорк после выпадения 200 см осадков с 24 по 28 декабря 2001 года

Холодные ветры зимой преобладают на северо-западе в регионе Великих Озёр, производя довольно сильные проявления снежного эффекта озера на южных и восточных берегах. Таким образом формируется значительное различие в силе осадков на южных, восточных, северных и западных берегах.
Город Лондон в Канаде окружён озером с трёх сторон (хотя город близок к Гурону и Эри), поэтому часто подвергается сильным снегопадам. Гамильтон и Торонто находятся на подветренной стороне во время доминирующих северо-западных ветров, поэтому снежный эффект их почти не касается.
Малые озера, такие, как Атабаска в северной части провинции Саскачеван и Нипигон на северо-западе Онтарио, в начале сезона также порождают эффект. Снежный эффект озера периодически возникает и на водохранилище Смолвуд, расположенном в Лабрадоре.

## В других регионах мира
Озёрный эффект проявляется и в других странах возле больших озёр и морей. Например, в Эгейском море, в Греции, где холодные северо-восточные ветры, именуемые бореями, вторгаются во влажный тёплый морской воздух.
Снежный эффект проявляется в Чёрном море у берегов Грузии и Турции, в Адриатическом море у берегов Италии. Воздушные массы из Швеции, проходя через Балтийское море, приносят сильный снег на южные и восточные берега.
В Соединённом Королевстве восточные холодные континентальные ветры, проходя через Северное море, также иногда приводят к подобному явлению. В этом регионе такие осадки тоже называют «снежный эффект озера», несмотря на то, что снег поступает из моря.
Снежный эффект в морозную погоду при незамёрзшей водной поверхности проявляется также на наветренных берегах Азовского, Каспийского, Аральского морей, на озере Иссык-Куль, Сарыкамышском озере и других крупных озёрах.
На крупнейшем по объёму воды озере на планете Байкале этот эффект мало где проявляется. Исключение составляет южное и юго-восточное побережье озера. На метеостанции Байкальск годовая норма осадков 780 мм, на метеостанции Танхой 895 мм, в горах, окаймляющих это побережье, — 1500 мм, при этом в Иркутске норма атмосферных осадков — 480 мм в год.